# Чемпионат мира среди легковых автомобилей 2016
Чемпионат мира по шоссейно-кольцевым гонкам среди легковых автомобилей 2016 — 13-й сезон FIA World Touring Car Championship в истории и 12-й сезон этого чемпионата после его возрождения в 2005-м году.

## Изменения в правилах
В сезоне 2016 года произошли некоторые изменения в правилах: изменения коснулись формата гоночного уик-энда и величины балласта для лидеров.
Если ранее стартовая решетка первой гонки формировалась по итогам квалификации, а во второй первая десятка стартовала в обратном порядке, то в сезоне 2016 года они поменялись местами. При этом первая гонка получила название «гонка открытия», а вторая «главная гонка этапа». По мнению промоутера WTCC, Франсуа Рибейро, это поможет внести непредсказуемость, так как заставит их более аккуратно проводить первый заезд, дабы не повредить свой автомобиль перед основными стартами.
Претерпел изменение и балласт, его максимальный вес вырос с 60 до 80 кг. При этом машины лидеров смогли достичь общего веса в 1 180 кг.

## MAC 3
В сезоне 2016 произошла презентация нового для автоспорта формат соревнований: MAC3 (Manufacturers Against the Clock) «Производители против времени», который проходит сразу после окончания квалификации. Идея его пришла из велогонок. Три заводских автомобиля стартуют одновременно и проезжают два круга, отсечка времени ведется по последнему, а разрыв между первым и третьим болидом на финише должен быть менее 15 секунд. За соревнование начисляются дополнительные очки в зачет производителей.

## Команды и пилоты

### Изменения в составах
1. Citroën Racing сократил свой состав до 2 пилотов, оставив за рулем Хосе Мария Лопеса и Ивана Мюллера.
2. Honda Racing Team JAS исключила из состава пилотов Габриэле Тарквини, заявив, что пилот уже старый для гонок и пригласив на вакантное место Роберта Хаффа (которому до последнего момента не предлагала контракт LADA Sport Rosneft из-за неясности с бюджетом). На 3-е место был приглашен Норберт Мичелис из Zengo Motorsport. Также на этап в Японии заявлен 4-й автомобиль, который пилотировал Рио Мичигами.
3. LADA Sport Rosneft заявила на сезон освободившегося Габриэле Тарквини, а на место 3-го пилота — Хьюго Валенте из Campos Racing, успевшего зарекомендовать себя как один из самых перспективных пилотов кузовных автогонок.
4. Новая для WTCC команда — Polestar Cyan Racing, утвердила в качестве пилотов, своих заводских гонщиков из национального чемпионата — Теда Бьорка и Фредрика Экблома. По ходу сезона Фредрика Экблома, борющегося также за золото национального чемпионата, заменяли Роберт Дальгрен и Нестор Джиролами.
5. Sébastien Loeb Racing расширил свой состав с 1 до 3 автомобилей, пилотировать которые будут Том Чилтон из ROAL Motorsport и Грегуар Демустье из Craft Bamboo.
6. Campos Racing продолжительное время заверял, что помимо Джона Филиппи, выведет на старт второго гонщика, но так и сделал этого. Единственное, что на старт аргентинского этапа вторую машину вывел местный пилот — Эстебан Герьери (с подачи промоутера серии Франсуа Рибейро).
7. Münnich Motorsport заявил на сезон своего босса и по совместительству пилота — Рене Мюнниха, но так как ему приходилось совмещать выступления в WTCC с ралли-кроссом, вскоре на стартовой решетке его заменил Джеймс Томпсон, а на этапе в Германии уже по традиции местная легенда — Сабина Шмиц.
8. Zengo Motorsport после ухода на «повышение» Норберта Мичелиса выпустил на старт молодых гонщиков Ференца Фицу и Даниэля Надь.
9. NIKA Racing вместе с Джоном Бриантом так и осталась «призраком», не стартовав ни разу.

### Состав WTCC 2016

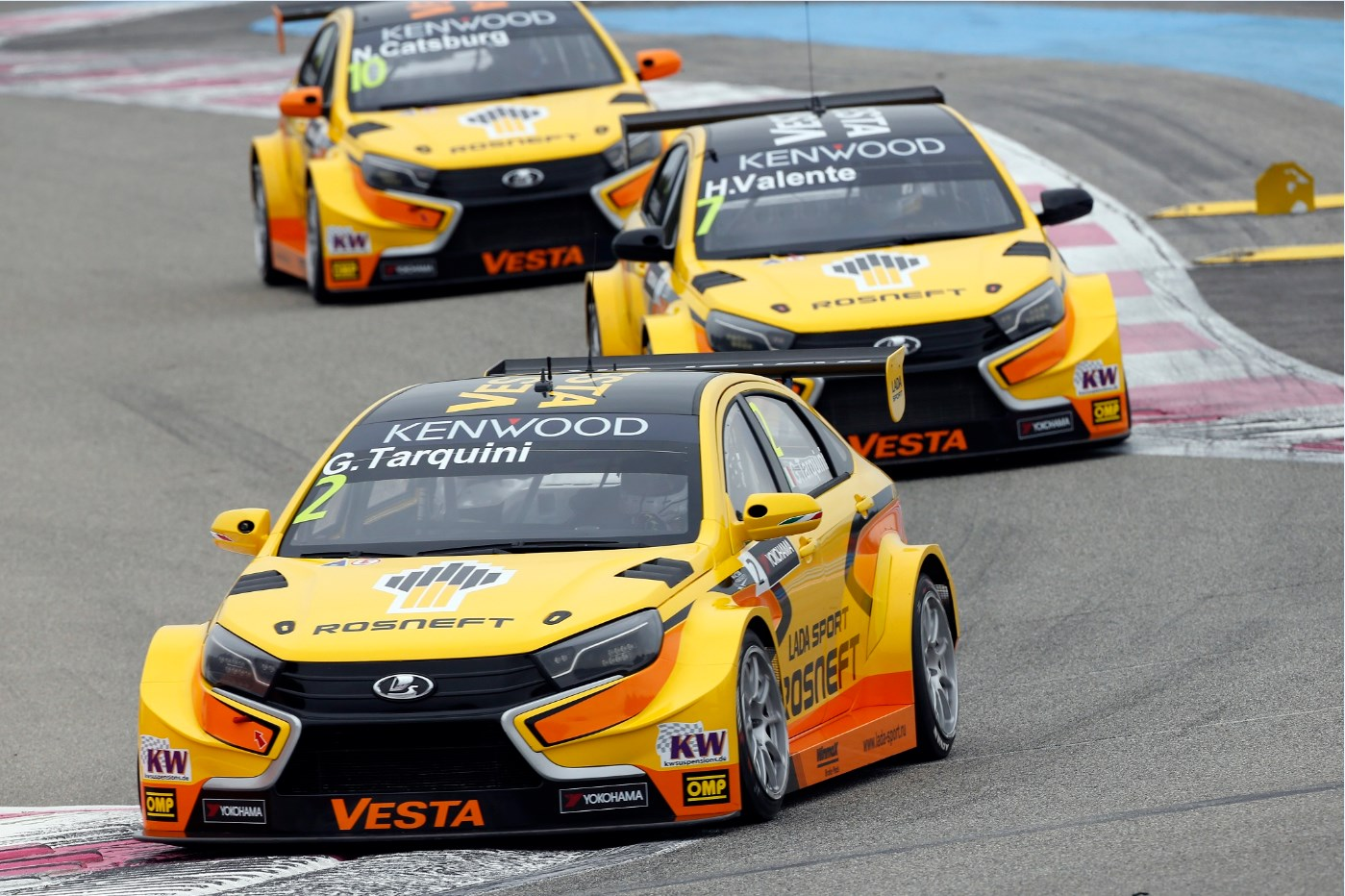
Команда LADA Sport на автомобилях LADA Vesta TC1, 2016

| Кубок конструкторов   | Кубок конструкторов     | Кубок конструкторов | Кубок конструкторов | Кубок конструкторов |
| Команда               | Автомобиль              | №                   | Пилоты              | Этапы               |
| --------------------- | ----------------------- | ------------------- | ------------------- | ------------------- |
| LADA Sport Rosneft    | LADA Vesta              | 2                   | Габриэле Тарквини   | 1-11                |
| LADA Sport Rosneft    | LADA Vesta              | 7                   | Хьюго Валенте       | 1-11                |
| LADA Sport Rosneft    | LADA Vesta              | 10                  | Ник Катсбург        | 1-11                |
| Honda Racing Team JAS | Honda Civic WTCC        | 5                   | Норберт Мичелис     | 1-11                |
| Honda Racing Team JAS | Honda Civic WTCC        | 12                  | Роб Хафф            | 1-11                |
| Honda Racing Team JAS | Honda Civic WTCC        | 18                  | Тьягу Монтейру      | 1-11                |
| Honda Racing Team JAS | Honda Civic WTCC        | 34                  | Рио Мичигами        | 9                   |
| Citroën Racing        | Citroën C-Elysée WTCC   | 37                  | Хосе Мария Лопес    | 1-11                |
| Citroën Racing        | Citroën C-Elysée WTCC   | 68                  | Иван Мюллер         | 1-11                |
| Polestar Cyan Racing  | Volvo S60 Polestar TC1  | 61                  | Фредрик Экблом      | 1-6,10              |
| Polestar Cyan Racing  | Volvo S60 Polestar TC1  | 62                  | Тед Бьорк           | 1-11                |
| Polestar Cyan Racing  | Volvo S60 Polestar TC1  | 81                  | Нестор Джиролами    | 9                   |
| Polestar Cyan Racing  | Volvo S60 Polestar TC1  | 63                  | Роберт Дальгрен     | 7-8,11              |
| Независимый зачёт     |                         |                     |                     |                     |
| Команда               | Автомобиль              | №                   | Пилоты              | Этапы               |
| Sébastien Loeb Racing | Citroën C-Elysée WTCC   | 3                   | Том Чилтон          | 1-11                |
| Sébastien Loeb Racing | Citroën C-Elysée WTCC   | 11                  | Грегуар Демустье    | 1-11                |
| Sébastien Loeb Racing | Citroën C-Elysée WTCC   | 25                  | Меди Беннани        | 1-11                |
| ROAL Motorsport       | Chevrolet RML Cruze TC1 | 9                   | Том Коронель        | 1-11                |
| Campos Racing         | Chevrolet RML Cruze TC1 | 27                  | Джон Филиппи        | 1-11                |
| Campos Racing         | Chevrolet RML Cruze TC1 | 86                  | Эстебан Герьери     | 8                   |
| Münnich Motorsport    | Chevrolet RML Cruze TC1 | 77                  | Рене Мюнних         | 1,3                 |
| Münnich Motorsport    | Chevrolet RML Cruze TC1 | 15                  | Джеймс Томпсон      | 2, 4, 6-11          |
| Münnich Motorsport    | Chevrolet RML Cruze TC1 | 8                   | Сабина Шмиц         | 5                   |
| NIKA Racing           | Chevrolet RML Cruze TC1 | 89                  | Джон Бриант.        | 0                   |
| Zengo Motorsport      | Honda Civic WTCC        | 55                  | Ференц Фица         | 2-7.9-11            |
| Zengo Motorsport      | Honda Civic WTCC        | 99                  | Даниэль Надь        | 7-11                |

## Календарь
Календарь был утверждён 2 декабря 2015 года.
Изначально сезон должен был стартовать в России на Сочинском автодроме, но 9 февраля 2016 года календарь был скорректирован в результате чего российский этап пройдет в Москве в июне. По ходу сезона был отменен этап в Таиланде на автодроме Бурирам (официально из-за разногласий с организаторами гонки, компанией ASN).
| Раунд | Гонка | Этап       | Автодром                  | Дата           |
| ----- | ----- | ---------- | ------------------------- | -------------- |
| 1     | 1     | Франция    | Поль Рикар                | 1-3 апреля     |
| 1     | 2     | Франция    | Поль Рикар                | 1-3 апреля     |
| 2     | 3     | Словакия   | Словакия Ринг             | 15-17 апреля   |
| 2     | 4     | Словакия   | Словакия Ринг             | 15-17 апреля   |
| 3     | 5     | Венгрия    | Хунгароринг               | 22-24 апреля   |
| 3     | 6     | Венгрия    | Хунгароринг               | 22-24 апреля   |
| 4     | 7     | Марокко    | Городская трасса Марракеш | 6-8 мая        |
| 4     | 8     | Марокко    | Городская трасса Марракеш | 6-8 мая        |
| 5     | 9     | Германия   | Нюрбургринг               | 27-29 мая      |
| 5     | 10    | Германия   | Нюрбургринг               | 27-29 мая      |
| 6     | 11    | Россия     | Moscow Raceway            | 10-12 июня     |
| 6     | 12    | Россия     | Moscow Raceway            | 10-12 июня     |
| 7     | 13    | Португалия | Вила-Реал                 | 24-26 июня     |
| 7     | 14    | Португалия | Вила-Реал                 | 24-26 июня     |
| 8     | 15    | Аргентина  | Термас де Рио Хондо       | 5-7 августа    |
| 8     | 16    | Аргентина  | Термас де Рио Хондо       | 5-7 августа    |
| 9     | 17    | Япония     | Твин Ринг Мотеги          | 2-4 сентября   |
| 9     | 18    | Япония     | Твин Ринг Мотеги          | 2-4 сентября   |
| 10    | 19    | Китай      | Шанхай                    | 23-25 сентября |
| 10    | 20    | Китай      | Шанхай                    | 23-25 сентября |
| 11    | 21    | Катар      | Лусаил                    | 24-25 ноября   |
| 11    | 22    | Катар      | Лусаил                    | 24-25 ноября   |

## Турнирная таблица чемпионата

### Личный зачёт
| Поз. | Пилот | Фра | Фра | Сло | Сло | Вен | Вен | Мар | Мар | Гер | Гер | Рос | Рос | Пор | Пор | Арг | Арг | Япо | Япо | Кит | Кит | Кат | Кат | Очк. |
| ---- | ----- | --- | --- | --- | --- | --- | --- | --- | --- | --- | --- | --- | --- | --- | --- | --- | --- | --- | --- | --- | --- | --- | --- | ---- |